# Piancogno
Piancogno (lombardul: Piancógn) település Olaszországban, Lombardia régióban, Brescia megyében. Lakosainak száma 4774 fő (2023. január 1.). Piancogno Angolo Terme, Cividate Camuno, Darfo Boario Terme, Esine, Ossimo és Borno községekkel határos.

## Népesség
A település lakossága az elmúlt években az alábbi módon változott:
| Lakosok száma | 4669 | 4671 | 4774 |
|               | 2017 | 2018 | 2023 |